# Nuralagus
Nuralagus rex
Genre
Espèce
Nuralagus, parfois communément appelé Lagomorphe géant de Minorque, est un genre éteint de léporidés. Le genre n'est représenté que par l'espèce Nuralagus rex, décrite en 2011. Celle-ci vivait dans l'île de Minorque du Messinien jusqu'au milieu du Pliocène (il y a 5 à 3 millions d'années). Elle s'est éteinte lorsque Majorque et Minorque ont été réunies en une seule île, laissant l'ongulé Myotragus balearicus, ressemblant à une chèvre, coloniser l'habitat de Nuralagus.

## Systématique
Le genre Nuralagus et l'espèce Nuralagus rex ont été décrits en 2011 par Josep Quintana (d), Meike Köhler (d) et Salvador Moyà-Solà.

## Description

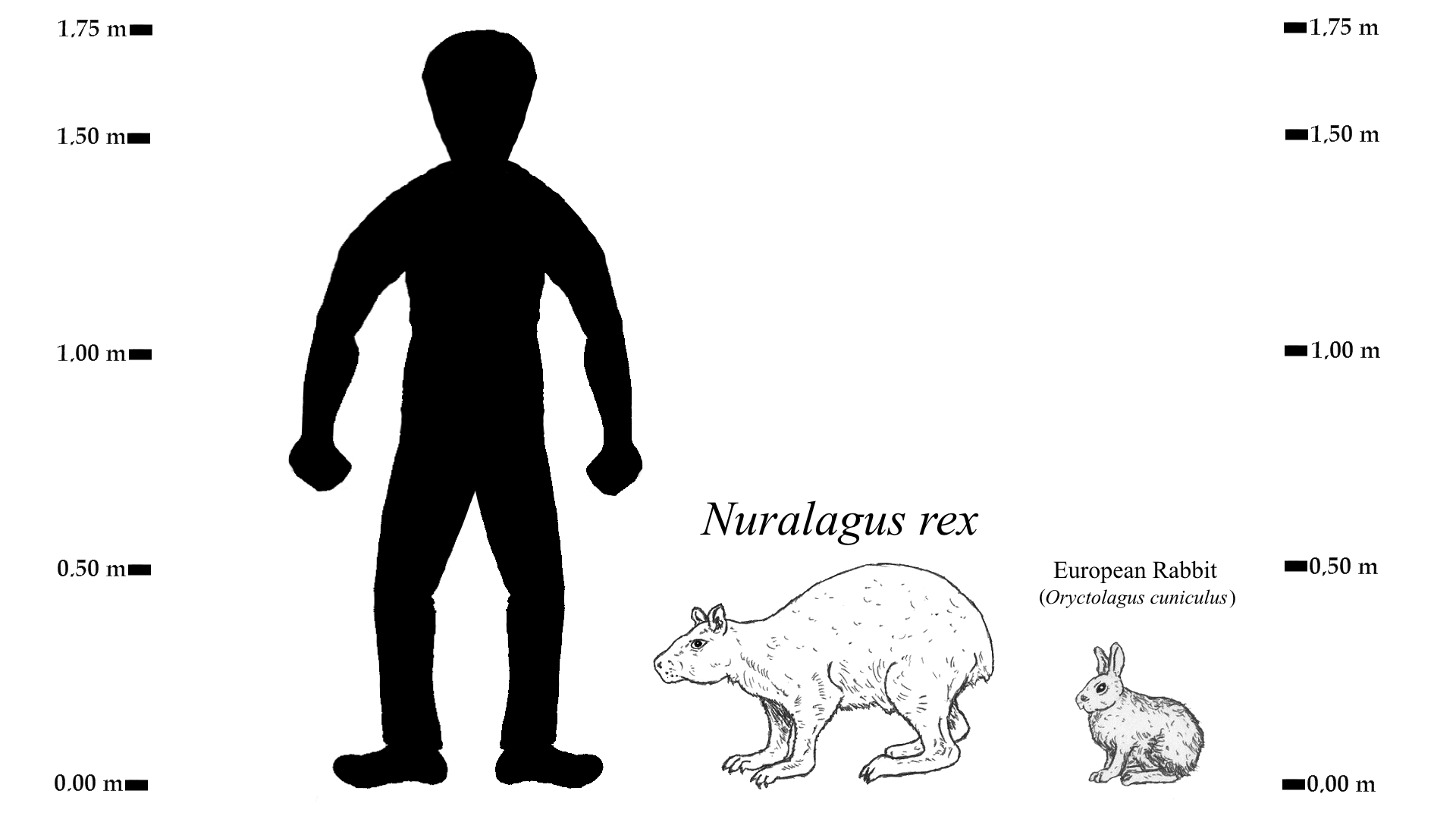
Taille du Nuragaluscomparée à un lapin européen et à une personne de 1,75 mètre de haut.

Nuralagus rex était très différent des lapins modernes. Avec une hauteur d'un demi-mètre et un poids estimé à 12 kg, la taille de l'espèce était différente de celles de tous les autres fossiles mentionnés et des léporidés actuellement existants. Nuralagus rex pesait six fois le poids du Lapin européen existant et pouvait peser jusqu'à 23 kg. Il avait un crâne relativement petit et de petits récepteurs sensoriels. Les petits yeux et les oreilles de cette espèce ne ressemblent pas à ceux des lapins modernes. Nuralagus rex avait une courte colonne vertébrale raide qui entraînait une faible mobilité et une incapacité à sauter. En raison de l’absence de prédateurs à Minorque, ce lapin a connu ce que l’on a appelé la « règle de l’île ». Cette règle stipule que les grands animaux vivant sur une île avec des ressources rares tendent à devenir de plus en plus petits et que les petits animaux vivant sans prédateurs ont tendance à devenir plus grands.

## Habitat
Jusqu'à présent, tous les fossiles existants ont été trouvés dans le nord-ouest de Minorque. N. rex semble avoir vécu dans les garrigues de Minorque, essentiellement sur ses racines et ses tubercules.

## Évolution

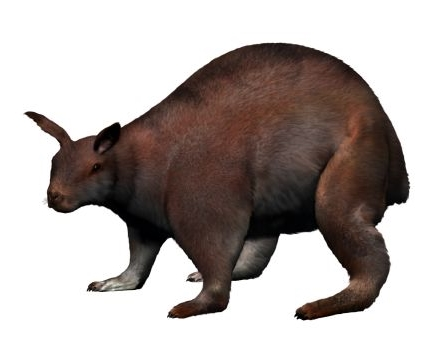
Reconstitution.

Nuralagus rex est entré dans ce qui est maintenant Minorque lors de la crise salinienne messinienne il y a 5,3 millions d'années. Au cours de cet événement, la dessiccation de la mer Méditerranée a relié l'île à l'Espagne continentale, permettant à l'ancêtre de Nuralagus de coloniser la région. La transgression zancléenne qui a suivi a ensuite ramené la Méditerranée à son niveau marin d'origine, isolant ainsi l'ancêtre de Nuralagus à Minorque. La divergence de Nuralagus par rapport à son ancêtre correspond à l'augmentation générale de la diversité des léporidés constatée au Pliocène. Bien que le moment de son extinction soit incertain, il a probablement coïncidé avec la diminution générale de la diversité des léporidés observée au cours de l’Holocène.
Il y a une pénurie de connaissances sur l'histoire évolutive du Nuralagus rex par rapport aux autres lagomorphes. Cependant, des similitudes entre la morphologie dentaire de Nuralagus et les membres eurasiens du genre éteint Alilepus ont conduit à des spéculations selon lesquelles Alilepus serait étroitement apparenté et serait, éventuellement, l'ancêtre de Nuralagus,. La théorie selon laquelle Alilepus a donné naissance à Nuralagus est apparemment contredite ; les fossiles d'Alilepus découverts en Espagne ont été datés du quaternaire, bien après que Nuralagus aurait été isolé à Minorque. De plus, les restes d’Alilepus situés dans des régions autres que l'Espagne ont été jugés beaucoup plus anciens que les spécimens espagnols, ce qui implique que le genre est arrivé en Espagne après son apparition. Cela contredit l'idée qu'un ancêtre d’Alilepus vivant en Espagne était aussi l'ancêtre de Nuralagus. D'autre part, Trischizolagus, un genre éteint de lagomorphe supposé être un possible ancêtre du lapin d'Europe, aurait vécu dans la péninsule ibérique il y a entre 3 et 6 millions d'années, ce qui coïncidait avec la crise messinienne. Par conséquent, il est possible que Trischizolagus soit l'ancêtre de Nuralagus.
Les traits uniques de Nuralagus étaient probablement le produit d'un environnement insulaire ne contenant aucun prédateur naturel. Les similitudes physiques entre Nuralagus rex et Pentalagus furnessi (un lagomorphe insulaire existant qui, jusqu'à une époque récente, n'avait pas non plus de prédateurs naturels) malgré la distance phylogénétique et géographique entre les deux espèces, confirment cette conclusion.

## Étymologie
Le nom générique, Nuralagus, dérive de Nura, l'ancien nom phénicien de Minorque, et du grec ancien λαγώς, lagôs , « lièvre  ».
L'épithète spécifique vient du latin rex, « roi ».

## Publication originale
- (en) Josep Quintana, Meike Köhler, Salvador Moyà-Solà et Meike Köhler, « Nuralagus rex, gen. et sp. nov., an endemic insular giant rabbit from the Neogene of Minorca (Balearic Islands, Spain) », Journal of Vertebrate Paleontology, SVP et Taylor & Francis, vol. 31, no 2,‎ 17 mars 2011, p. 231-240 (ISSN 0272-4634 et 1937-2809, OCLC 238100068, DOI 10.1080/02724634.2011.550367, lire en ligne).